# Primera dama de Venezuela
La primera dama de Venezuela es un título no oficial de la anfitriona de La Casona. Como este rol es tradicionalmente ejercido por la esposa del presidente, el título a veces se utiliza para referirse únicamente a la esposa del mandatario en ejercicio. Desde el año 2013, se ha acuñado el término de primera combatiente revolucionaria de Venezuela o, simplemente, primera combatiente, que se utiliza indistintamente del anterior y que, igualmente, tiene carácter no oficial.

## Lista de primeras damas de Venezuela
|                                          | Dominga Ortiz                      | José Antonio Páez           | 1830-1835        |
|                                          | Encarnación Maitín                 | José María Vargas           | 1835-1836        |
|                                          | Olalla Buroz                       | Carlos Soublette            | 1837-1839        |
|                                          | Dominga Ortiz                      | José Antonio Páez           | 1839-1843        |
|                                          | Olalla Buroz                       | Carlos Soublette            | 1843-1847        |
|                                          | Luisa Oriach                       | José Tadeo Monagas          | 1847-1851        |
|                                          | Clara Marrero                      | José Gregorio Monagas       | 1851-1855        |
|                                          | Luisa Oriach                       | José Tadeo Monagas          | 1855-1858        |
|                                          | María Nieves Briceño               | Julián Castro Contreras     | 1858-1859        |
|                                          | Encarnación Rivas Pacheco          | Manuel Felipe Tovar         | 1859-1861        |
|                                          | Dominga Ortiz                      | José Antonio Páez           | 1861-1863        |
|                                          | Luisa Isabel Pachano               | Juan Crisóstomo Falcón      | 1863-1868        |
|                                          | Esperanza Hernández                | José Ruperto Monagas        | 1869-1870        |
|                                          | Ana Teresa Ibarra                  | Antonio Guzmán Blanco       | 1870-1877        |
|                                          | Belén Esteves                      | Francisco Linares Alcántara | 1877-1878        |
|                                          | Ana Teresa Ibarra                  | Antonio Guzmán Blanco       | 1879-1884        |
|                                          | Jacinta Parejo                     | Joaquín Crespo              | 1884-1886        |
|                                          | Ana Teresa Ibarra                  | Antonio Guzmán Blanco       | 1887-1888        |
|                                          | María Josefa de la Concepción Báez | Juan Pablo Rojas Paúl       | 1888-1890        |
|                                          | Isabel González Esteves            | Raimundo Andueza Palacio    | 1890-1892        |
|                                          | Jacinta Parejo                     | Joaquín Crespo              | 1892-1898        |
|                                          | María Isabel Sosa                  | Ignacio Andrade             | 1898-1899        |
|                                          | Zoila Rosa Martínez                | Cipriano Castro             | 1899-1908        |
|                                          | Luisa Marcadet                     | José Gil Fortoul            | 1913-1914        |
|                                          | Enriqueta Iragorri                 | Victorino Márquez Bustillos | 1914-1922        |
|                                          | María Teresa Núñez                 | Eleazar López Contreras     | 1936-1941        |
|                                          | Irma Felizola                      | Isaías Medina Angarita      | 1941-1945        |
|                                          | Carmen Valverde                    | Rómulo Betancourt           | 1945-1948        |
|                                          | Teotiste Arocha                    | Rómulo Gallegos             | 1948             |
|                                          | Ludbow Berliand                    | Carlos Delgado Chalbaud     | 1948-1950        |
|                                          | Rosario Pérez                      | Germán Suárez Flamerich     | 1950-1952        |
|                                          | Flor María Chalbaud                | Marcos Pérez Jiménez        | 1952-1958        |
|                                          | Mercedes María Peláez              | Wolfgang Larrazábal         | 1958             |
|                                          | Carmen Valverde                    | Rómulo Betancourt           | 1959-1964        |
|                                          | Carmen América Fernández           | Raúl Leoni                  | 1964-1969        |
|                                          | Alicia Pietri                      | Rafael Caldera              | 1969-1974        |
|                                          | Blanca Rodríguez                   | Carlos Andrés Pérez         | 1974-1979        |
|                                          | Betty Urdaneta                     | Luis Herrera Campíns        | 1979-1984        |
|                                          | Gladys Castillo                    | Jaime Lusinchi              | 1984-1988        |
|                                          | Blanca Rodríguez                   | Carlos Andrés Pérez         | 1989-1993        |
|                                          | Ligia Margarita Betancourt         | Ramón José Velásquez        | 1993-1994        |
|                                          | Alicia Pietri                      | Rafael Caldera              | 1994-1999        |
|                                          | Marisabel Rodríguez                | Hugo Chávez                 | 1999-2002        |
|                                          | Gladys Ortega                      | Pedro Carmona               | 2002             |
|                                          | Marleny Contreras                  | Diosdado Cabello            | 2002             |
|                                          | Marisabel Rodríguez                | Hugo Chávez                 | 2002-2004        |
|                                          | Cilia Flores                       | Nicolás Maduro              | 2013-2019        |
| Primera crisis presidencial (2019-2023)  |                                    |                             |                  |
|                                          | Cilia Flores                       | Nicolás Maduro              | 2019-2025        |
|                                          | Fabiana Rosales                    | Juan Guaidó (encargado)     | 2019-2023        |
| Segunda crisis presidencial (desde 2025) |                                    |                             |                  |
|                                          | Cilia Flores                       | Nicolás Maduro              | 2025-En el cargo |
|                                          | Mercedes López                     | Edmundo González            | -                |

### «Primeras damas» no oficiales
| Nombre                | Relación con el presidente                                                                |
| --------------------- | ----------------------------------------------------------------------------------------- |
| Barbarita Nieves      | Amante de José Antonio Páez                                                               |
| Dionisia Bello        | Compañera sentimental de Juan Vicente Gómez                                               |
| Amelia Núñez          | Compañera sentimental de Juan Vicente Gómez                                               |
| Cecilia Matos         | Compañera sentimental de Carlos Andrés Pérez                                              |
| Blanca Ibáñez         | Amante y luego esposa de Jaime Lusinchi                                                   |
| María Gabriela Chávez | Hija de Hugo Chávez                                                                       |
| Fabiana Rosales       | Esposa de Juan Guaidó, presidente encargado entre 2019 y 2023. (Reconocimiento parcial)   |
| Mercedes López        | Esposa de Edmundo González, (Reconocimiento parcial por 16 países como Presidente Electo) |